# جي. فلينت تايلور
جي. فلينت تايلور (بالإنجليزية: G. Flint Taylor)‏ هو محامي أمريكي، ولد في 16 أبريل 1946 في Farmington, Maine ‏ في الولايات المتحدة.